# کمیته ملی المپیک مغولستان
کمیته ملی المپیک مغولستان (مغولی: Монголын Үндэсний олимпийн хороо) یک سازمان ورزشی است که نماینده کشور مغولستان در کمیته بین‌المللی المپیک می‌باشد.
این سازمان که در سال ۱۹۵۶ تأسیس شده مسئول آماده‌سازی و اعزام ورزشکاران به بازی‌های المپیک، بازی‌های المپیک جوانان و بازی‌های آسیایی است.